# شهرک آزمایش (تهران)
شهرک آزمایش محله‌ای در منطقهٔ ۲ تهران است که محدودهٔ آن در شمال تا بلوار مرزداران، در جنوب تا بزرگراه جلال آل احمد، در شرق تا بزرگراه شیخ فضل‌الله نوری و در غرب تا بزرگراه یادگار امام است. نامگذاری این محله به نام شهرک آزمایش، برگرفته از «مرکز آموزش راهنمایی و رانندگی تهران» است که در این محله قرار دارد. این شهرک در حدود سال ۱۳۴۷ با تشکیل تعاونی مسکن ژاندارمری و واگذاری زمین به اعضای آن شکل گرفت. از بناهای تاریخیِ این محله می‌توان به آسیاب کهک اشاره کرد.